# サラ・ラミレス
サラ・ラミレス（Sara Ramírez、1975年8月31日 - ）は、メキシコ出身のアメリカ合衆国の女優及び歌手である。

## 来歴
メキシコ、シナロア州マサトランにて生まれ、8歳の時にアメリカ合衆国カルフォルニア州サンディエゴに移住した。サンディエゴ・スクール・オブ・クリエイティブ・アンド・パフォーミング・アーツを卒業後ジュリアード音楽院にて演劇を学ぶ。
1998年にポール・サイモンが手がけたミュージカル『Capeman』で初めてブロードウェイの舞台に立つ。その後数々の舞台に出演。同年、TVゲームウンジャマラミーで主人公のラミーの声優を務める。2005年にミュージカル『スパマロット』に湖の乙女役で出演、2005年トニー賞最優秀助演女優賞（ミュージカル部門）を受賞し、高い評価を得る。
2005年から2016年まで、『グレイズ・アナトミー 恋の解剖学』に整形外科医カリー・トーレス役で第3シーズンよりレギュラー出演した。
2016年に両性愛者であることをカミングアウトした。

## フィルモグラフィー

### 映画
| 年   | 邦題/原題                            | 役名   | 備考 |
| ---- | ------------------------------------ | ------ | ---- |
| 1998 | ユー・ガット・メール You've Got Mail | ローズ |      |
| 2002 | スパイダーマン Spider-Man            | 警官   |      |
| 2002 | シカゴ Chicago                       | 女性   |      |

### テレビ
| 年          | 邦題/原題                                                   | 役名               | 備考                                           |
| ----------- | ----------------------------------------------------------- | ------------------ | ---------------------------------------------- |
| 2000        | スピン・シティ Spin City                                    | キャロル・クイン   | 1エピソード                                    |
| 2000        | サード・ウォッチ Third Watch                                | グウェン・ギラード | 1エピソード                                    |
| 2000        | LAW & ORDER:性犯罪特捜班 Law & Order: Special Victims Unit  | ミセス・バーレラ   | 1エピソード                                    |
| 2002        | LAW & ORDER: 性犯罪特捜班 Law & Order: Special Victims Unit | リサ・ペレス       | 1エピソード                                    |
| 2004        | NYPDブルー NYPD Blue                                        | イルマ・パチェコ   | 1エピソード                                    |
| 2006 - 2016 | グレイズ・アナトミー 恋の解剖学 Grey's Anatomy              | カリー・トーレス   | シーズン2: ゲスト シーズン3 - : メインキャスト |
| 2013 - 2018 | ちいさなプリンセス ソフィア Sofia the First                 | ミランダ女王       | 声の出演 メインキャスト                        |